# Active Records
Active Records es una sub-discográfica perteneciente a RCA. La discográfica está basada en bandas de heavy metal, antes death metal.

## Bandas
- Atheist ( Estados Unidos)
- Budgie ( Gales)
- Candlemass ( Suecia)
- Therion ( Suecia)
- Destiny ( Suecia)